# Myrmarachne nigella
Myrmarachne nigella är en spindelart som beskrevs av Simon 1901. Myrmarachne nigella ingår i släktet Myrmarachne och familjen hoppspindlar. Inga underarter finns listade i Catalogue of Life.